# تپه سراب ذهاب (قادری)
تپه سراب ذهاب (قادری) مربوط به دوران پیش از تاریخ ایران باستان است و در شهرستان سرپل ذهاب، قادری واقع شده و این اثر در تاریخ ۱۹ تیر ۱۳۴۸ با شمارهٔ ثبت ۸۳۲ به‌عنوان یکی از آثار ملی ایران به ثبت رسیده است.